# ماركيتينج ويك
ماركيتينج ويك هي مجلة تهتم بمجال التسويق في المملكة المتحدة. ويقع مقرها في لندن.
وهي أيضًا مجلة مملوكة بالكامل لشركة سنتور ميديا، وهي شركة عامة محدودة مدْرجة على قائمة سوق لندن للأوراق المالية (LSE). وتضم الإدارة العليا مديرة الطباعة والنشر سارة جليكريست ورئيسة التحرير روث مورتيمر. ويبلغ معدل توزيع المجلة حوالي 40.000 نسخة، يذهب عدد 30.000 منها إلى القراء المعنيين بمجال التسويق. وقد بلغت أرقام التوزيع الأولية 36.619 في عام 2009 وذلك حسب ما أورده «مكتب مراجعة وفحص توزيع الصحف» (ABC) في المملكة المتحدة.
وقد تم تدشين المجلة في شهر مارس من عام 1978، حيث أسسها كل من مايكل تشامبرلين، وهو محرر سابق لمجلة الدعاية والإعلان كامباين، وأنتوني ناريس، وهو مقاول أسس شركة ماركتينج ويك كوميونيكاشينز المحدودة قبل فترة وجيزة من إطلاق المجلة. بعد ذلك أطلقت هذه الشركة دورية كرياتيف رفيو وفيما بعد تم إدراجها في شركة سنتور للاتصالات، وهي شركة وسيطة تحت إدارة كل من غراهام شيرن وجوسلين ستيفنز (عام 1982). ثم أصبح أنتوني ناريس المدير الإداري للمؤسسة الجديدة، وبقى في هذا المنصب حتى وفاته المبكرة عام 1996، في حين ترك تشامبرلين شركة سنتور في عام 1988 متجهًا لمجال الاستشارات. وحاليًا يتولى منصب رئيس مجلس إدارة مجموعة بي إم جي.
وعلى الرغم من تاريخها الطويل، فقد مرَّ على مجلة «ماركيتينج ويك» ستة رؤساء تحرير فقط. كان أولهم تشامبرلين، وخلفه ستيفن فوستر (في الفترة من 1980 إلى 1983)، ثم هوارد شارمان (في الفترة من 1983 إلى 1988)، يليه ستيوارت سميث (في الفترة من 1988 إلى 2008)، ثم مارك تشوايك (في الفترة من 2009 إلى 2012)، وبدءًا من عام 2012 تولت روث مورتيمر هذا المنصب.
وتُعد ماركيتينج ويك لايف أكبر حدث تسويقي في المملكة المتحدة بأسرها ويقام سنويًا في مركز مؤتمرات أولمبيا في العاصمة البريطانية لندن.
كما تصدر شركة «سنتور ميديا» مجلتي ديزاين ويك وكرياتيف رفيو.
وتتضمن الإصدارات المنافسة مجلتي ماركيتينج وكامباين.

## وصلات خارجية
- الموقع الرسمي